# Ernani
 Ernani  (titlul original: în italiană Ernani) este o operă în cinci acte de Giuseppe Verdi, pe un libret de Francesco Maria Piave. 
Premiera operei a avut loc la 9 martie 1844 la Teatro La Fenice din Veneția.
Durata operei: cca 2 ¼ ore. 
Locurile și anul de desfășurare a acțiunii: Aragon (Spania), Aachen (Germania) și Zaragoza (Spania), 1519.

## Personajele principale
- Ernani, Don Juan de Aragon, un răzvrătit (tenor)
- Don Carlos, rege al Spaniei (Carlos I), mai târziu împăratul romano-german Carol Quintul (bariton)
- Don Ruy Gómez de Silva, un Grande spaniol (bas)
- Elvira, nepoata și logodnica lui Don Ruy Gómez de Silva (soprană)
- Giovanna, confidenta Elvirei (soprană)
- Don Riccardo, scutierul regelui Don Carlos (tenor)
- Jago, scutierul lui Don Ruy Gómez de Silva (bas)
- nobili, dame de la curte, cavaleri, bandiți, complotiști, aparținătorii lui de Silva [1]

## Acțiunea

### Actul I
În munții Aragonului, nu departe de castelul lui Don Ruy Gómez de Silva, se află tabăra răzvrătiților conduși de Ernani. Oamenii se odihnesc sau petrec, dar, dacă ei sunt veseli, căpitanul lor își simte inima strânsă de teamă și îngrijorare. Le mărturisește, totuși, că iubește și e la rândul său, iubit, dar fata dragă e nepoata și pupila bătrânului duce Don Ruy Gomez de Silva, care intenționează s-o ia de soție. Tovarășii de luptă ai lui Ernani nu stau mult pe gânduri: îl vor ajuta să-și răpească iubita.

### Actul II
În iatacul ei din castelul de Silva, Elvira îl așteaptă pe Ernani. Vor fugi împreună. Dar nu Ernani e cel care pășește în încăpere, ci Don Carlos, regele Spaniei, și el îndrăgostit de frumoasa tânără. Ea însă îl respinge și, smulgându-i de la șold pumnalul, e hotărâtă să se folosească de tăișul rece, fie împotriva regelui, fie a ei însăși. E clipa când intră Ernani. Regele îl recunoaște, dar rebelul e pe cât de neînfricat, pe atât de neînduplecat: îl acuză pe rege de a fi încercat să-i seducă iubita, după ce i-a ucis tatăl și i-a răpit, odată cu averea, chiar numele. Strădaniile fetei de a potoli înfruntarea rivalilor sunt zadarnice. Indignat, îndurerat, jignit, Don Ruy Gómez de Silva descoperă prezența celor doi bărbați în odaia logodnicei sale. Îi provoacă la duel. La sosirea unuia dintre scutierii regali, bătrânul își dă seama că are în față pe însuși regele Carol al Spaniei. Acesta pretinde că a venit să-i ceară credinciosului său vasal un sfat în chestiunea succesiunii la tronul marelui imperiu ce fusese cândva sub sceptrul lui Carol cel Mare. Ernani, explică mai departe regele, face parte din suita sa. Salvat astfel de Carol, tânărului răzvrătit nu-i rămâne decât să plece, fără a-și putea smulge din suflet dorința răzbunării împotriva regelui tiran.

### Actul III
Înaintea cununiei Elvirei cu Don Ruy Gómez de Silva, marea sală a castelului se umple de oaspeți. Intră, cerând adăpost, și un pelerin. E chiar Ernani. Apariția Elvirei în chip de mireasă îl descumpănește. Se crede înșelat. Furia și durerea îl împing la nesăbuință: oferă ducelui, ca dar de nuntă, propria sa viață - viața răzvrătitului Ernani, cel a cărui ceată a fost înfrântă de oștenii regelui, cel pe capul căruia apasă preț greu de galbeni. De Silva, mare senior, ascultă doar de legile onoarei: nu-l va preda pe rebel urmăritorilor oricine ar fi ei. Castelul îi va da adăpost de taină și nădejde. În scurtul răgaz de singurătate, Ernani îi reproșează Elvirei trădarea iubirii lor. Dar fata nu-l trădase: se hotărâse să-și ia viața în timpul cununiei. Lacrimile de bucurie iau locul lacrimilor de durere. De Silva îi surprinde îmbrățișați. Onoarea îi e amenințată și bătrânul duce trebuie să se răzbune. Duelul e împiedicat de sosirea regelui. De teamă că de Silva l-ar putea preda pe Ernani, Elvira ia totul asupra sa. De Silva nu e însă trădător și, mai ales, nu se poate mulțumi cu o astfel de ușoară răzbunare. Riscându-și viața și bunăvoința suveranului, refuză să dezvăluie ascunzătoarea lui Ernani. Castelul e scotocit fără folos. Regele e totuși decis să meargă până la capăt: tortura va ști să stoarcă adevărul. Elvira intervine și atrage atenția lui Carlo asupra sa, iar el se răzgândește: o va lua pe ea, zălog dorit, în schimbul răzvrătitului. Rămas singur cu de Silva, Ernani acceptă moartea, dar cere să-și mai vadă o dată iubita. Când află că regele a dus-o cu el, se oferă să lupte alături de duce împotriva rivalului comun, după care se va supune hotărârii ducelui. Jură că se va sinucide în clipa când va auzi semnalul cornului de vânătoare dat lui de Silva.

### Actul IV
De Silva și Ernani se alătură Ligii conspiratorilor care, în numele libertății, urmăresc să-l ucidă pe rege la Aachen, unde Marii Electori se pregătesc să aleagă pe noul împărat. Conjurații se întâlnesc la mormântul lui Carol cel Mare. Aici vine regele să-i surprindă. Gândurile lui se îndreaptă spre uriașa personalitate a înaintașului său ilustru și măreția propriei sale misiuni i se revelează brusc: se va schimba, va fi el însuși drept, demn și virtuos asemenea marelui împărat și numele său va străbate, ca o lumină, secolele. Sorții îl desemnează pe Ernani să înfăptuiască omorul, iar el refuză să cedeze această onoare lui de Silva, nici chiar în schimbul ștergerii legământului de sinucidere. Lovituri de clopot anunță desemnarea noului împărat. Carol, devenit acum Carol Quintul, apare din spatele cavoului lui Carol cel Mare și ordonă pedepsirea conspiratorilor: cei din popor vor fi întemnițați, iar cei nobili, decapitați. Ernani cere să împărtășească soarta acestora din urmă, căci nobil e și el. Numele său e Don Juan de Aragon. Stăruințele Elvirei, propriul jurământ abia rostit lângă cripta lui Carol cel Mare sunt de ajuns: Carol Quintul își va începe noua domnie prin clemență. Conjurații sunt iertați, iar fata va aparține lui Ernani. Singur de Silva nu se alătură uralelor recunoscătoare, chinuit cum e de nepotolita sa sete de răzbunare.

### Actul V
De pe terasa palatului din Zaragoza al lui Don Juan de Aragon se aude ecoul serbării nunții acestuia cu Elvira. Printre invitați, își face loc o siluetă sumbră. Fericirea tinerilor miri durează însă prea puțin: răsună semnalul de corn - de Silva a sosit să-i amintească lui Ernani de îndeplinirea legământului și, neîndurător, îi lasă o singură alegere: pumnalul sau otrava. Implorările sunt zadarnice. Ernani își curmă viața, iar Elvira îl urmează. Răzbunarea s-a împlinit.